# Cabomba palaeformis
Cabomba palaeformis là một loài thực vật có hoa trong họ Cabombaceae. Loài này được Fassett miêu tả khoa học đầu tiên năm 1953.